# Кушак (деталь одежды)

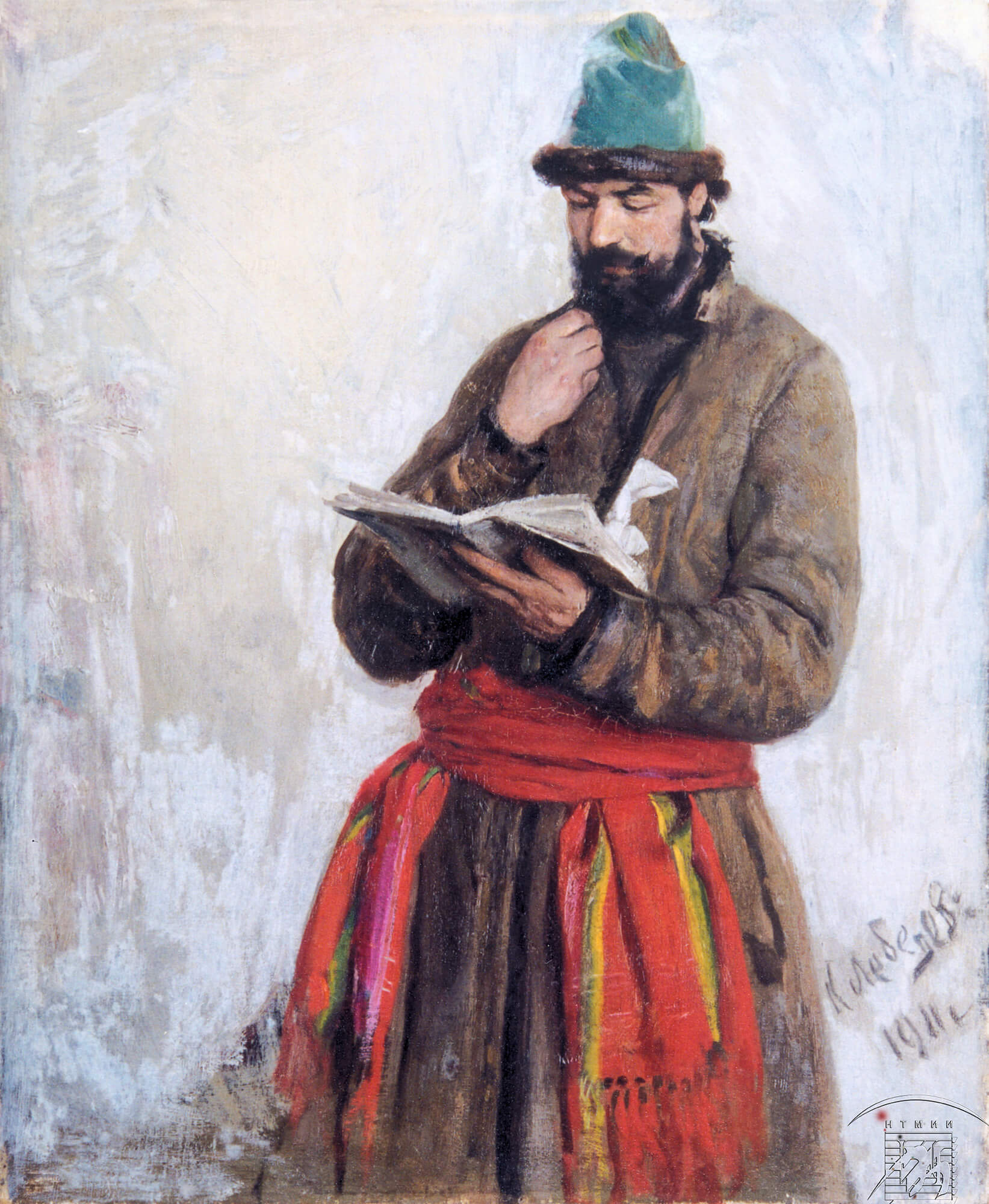
К. В. Лебедев. Купец Калашников. 1911

Бразды пушистые взрывая, 

Летит кибитка удалая;

Ямщик сидит на облучке

В тулупе, в красном кушаке.
Утюги за сапогами,

Сапоги за пирогами,

Пироги за утюгами,

Кочерга за кушаком —

Всё верти́тся, 

И кружи́тся,

И несётся кувырком. 
Куша́к (тур. kušak, от kušamak — «подпоясывать») — пояс из широкого и длинного куска ткани, кожи или шнура, деталь как мужского, так и женского костюма. В России кушак носили с народной одеждой, он также являлся принадлежностью форменной одежды.

## Этимология
Слово является тюркизмом и означает «подпоясывать».

## По странам

### Россия
Данный элемент русского костюма имеет восточное происхождение.
В России кушак для подпоясывания верхней одежды представлял собой тканую (или вязаную) полосу шерстяной (или полушерстяной) ткани шириной 5—15 см и длиной до 250—300 см, она могла быть гладкой и с рельефным узором. Женщины подвязывали кушак только на левой стороне, мужчины — на любой. Царские, боярские и великокняжеские кушаки изготавливали из разноцветных шелков с золотом и серебром. У Бориса Годунова кушак был из «золотой и шёлковой разноцветной камки и из объяри», Алексей Михайлович носил с кушаком оправленный золотом и камнями нож. Зажиточные люди подпоясывались кушаком высоко, под грудь, чтобы выпирал живот, а бедняки — низко, почти по кострецу. Молодые парни обёртывались кушаком в два оборота, начиная спереди, и подтыкали под него концы. Без кушака («распояской») ходили только дети. Основные виды кушаков — узкий тканый узорчатый кушак-покромка и скрученный жгутом широкий цветной кушак, концы которого заправляли по бокам. Зимнюю верхнюю одежду (тулупы, шубы, дохи) подпоясывали 3-метровыми шерстяными (или шёлковыми) кушаками.
В XIX веке кушаки обязательно носили извозчики, за кушак извозчика хватались на повороте пассажиры; дёргая за него, они также требовали остановку. На кушаке у извозчиков-лихачей, развлекавших публику быстрой ездой, со спины висели карманные часы и пепельница. Ломовики носили длинные кумачовые кушаки в несколько оборотов, на конце кушака был прикреплён железный крючок, которым легче взвалить груз на спину и нести, удерживая за другой конец кушака. У русских гусар кушак состоял из цветных шнуров, перехваченных в нескольких местах оплёткой («гомбами»), и застёгивался сзади на петли и костыльки, а с его правой стороны свисали фестоном 2 шнура с кистями. Уланы, конноегери и драгуны носили суконные кушаки в цвет мундира с цветными выпушками. Во второй половине XIX века форму кушака получил офицерский шарф. Также кушаки носили и служащие РККА.

### Украина
Широкий тканый кушак, наряду с шароварами и вышиванкой, является одним из непременнейших атрибутов мужского народного костюма центра и востока Украины.
Кушаки носили и запорожские казаки. Историк, исследователь запорожского казачества Дмитрий Яворницкий, писал: «Нет сомнения, что покрой одежды запорожских козаков, в особенности высоких шапок, широких шаровар, длинных кафтанов и широких поясов, восточного происхождения и заимствован ими от татар и турок…». Кушаком поверх жупана подпоясывались украинские горожане XIV—XVIII веков.

### Южная Европа
Широкое распространение кушак получил и в южноевропейских странах, в частности, на Балканах.
Сербские узорные кушаки-тканицы (серб. тканица) носили и мужчины, и женщины, их изготавливали из шерстяной пряжи. Мужская тканица была широкой, её опоясывали вокруг штанов трижды, а свободный конец свисал слева. Женские тканицы были уже и короче, и застёгивались на металлические застёжки-пафты. Тканицы были в полоску, ярких цветов и могли обладать бахромой на концах. Горожане-мужчины в XIX веке, в частности, белградцы, могли опоясываться белыми кушаками с небольшими тёмными вкраплениями. Черногорцы-мужчины носили поверх шаровар шёлковый кушак. Болгарский мужской кушак различался в зависимости от типа народного костюма. В областях с более древним костюмом, где преобладал белый цвет (болг. белодреш) опоясывались широким ремнём низко под животом. В областях, где на народный костюм сильно повлияла турецкая одежда (чернодреш) носили очень широкий, до 35 см в ширину шерстяной кушак красного (или коричневого) цвета, оборачивавшийся вокруг талии несколько раз. За пояс могли затыкать оружие, курительные принадлежности, деньги, и даже сухую пищу. Носили шерстяные пояса и женщины.
Греки подпоясывались широким цветным (красным или чёрным) кушаком, притом у молодых они были ярче, нежели у пожилых.
В Испании мужчины носили «фаху» (исп. faja) — широкий кушак ярких цветов, который, наряду с другими элементами испанского народного костюма, сохранился в одежде тореро. Однако ещё и в середине XX века старики носили отдельные элементы народного костюма, включая чёрную фаху.
Во Франции широким фланелевым кушаком (фр. ceinture, окс. talhola) подпоясывались мужчины. Он мог быть красного, синего, чёрного и серого цвета. Кушак вышел из употребления в начале XX века, хотя и до этого штаны могли также подпоясываться ремнём (или удерживаться на подтяжках).

### Средняя Азия
В Средней Азии тканевым кушаком подпоясывали нижний халат, старики — белым, мужчины среднего возраста — синим, молодёжь — красным, малиновым, жёлтым. В складках кушака носили деньги, табакерку, мелкие покупки, еду в дорогу. Кушаком вытирались после омовения перед молитвой, он служил ковриком для намаза и скатертью для дорожной трапезы. Кушак также наматывали на голову чалмой.

### Передняя Азия
В Турции широкие шерстяные кушаки носились мужчинами ещё в середине XX века. Молодёжь и мужчины средних лет носили красные кушаки, а старики — зелёные.

## Интересные факты
- В русскоязычных документах XIX—XX веков (в частности, выкройках) поясная часть кальсон (подштанников), на которой присутствовали завязки (или хлястик) с пуговицами для подгонки фигуры на талии, называлась «кушаком»[23][24].